# Rosa arkansana
Rosa arkansana es una especie de planta del género Rosa, de la familia Rosaceae.

## Taxonomía
Rosa arkansana fue descrita por Port. y Coult. en 1874.

## Distribución
Se encuentra en el territorio del oeste y centro de Canadá hasta el norte y centro de Estados Unidos.